# Tablette d'argile

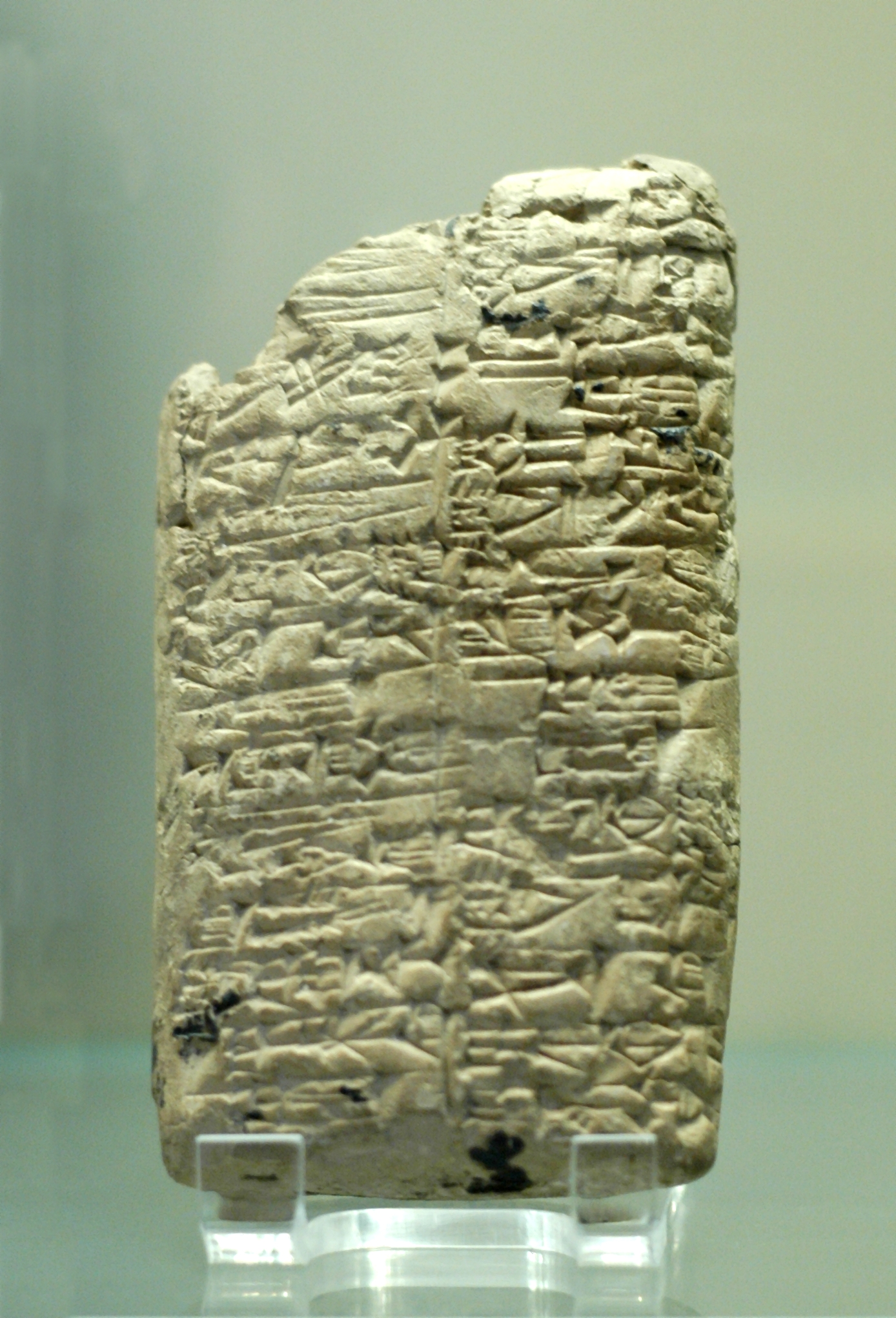
Liste des victoires de Rimush, roi d'Akkad, sur Abalgamash, roi de Marhashi. Tablette d'argile, 2270 av. J.-C.

Durant l'Antiquité, les tablettes en argile sont des petites tablettes à écrire en argile.

## Utilisation
Depuis le IVe millénaire av. J.-C., au sein des civilisations sumerienne, babylonienne, assyrienne et hittites de la région mésopotamienne, des caractères cunéiformes étaient marqués sur des tablettes d'argile à l'aide d'un calame (roseau taillé en pointe). Une fois le texte écrit, de nombreuses tablettes séchaient à l'air ou au soleil, restant fragiles. Ces tablettes d'argile non cuite pouvaient être trempées dans l'eau et recyclées. Ou elles pouvaient être grillées, ou encore cuites dans un four, ce qui assurait leur pérennité. Des collections de tels documents ont formé les premières archives et sont à l'origine des premières bibliothèques.
Les civilisations minoenne et mycénienne ont également fait usage de tablettes d'argile, mais uniquement pour leur comptabilité, qui semble avoir été avancée. Dans cette région du monde, on recyclait les tablettes chaque année. Certaines ont été cuites par accident, par exemple lors d'un incendie, les autres sont extrêmement fragiles.
Les tablettes de Tărtăria, d'abord estimées être originaires de la culture de Vinča, sont peut-être plus anciennes encore que les autres, ayant été datées par le carbone d'avant 4000 av. J.-C. et remontant éventuellement jusqu'à 5500 ; toutefois leur interprétation reste controversée.

## État de la recherche
Cent cinquante ans se sont écoulés depuis le déchiffrement du cunéiforme, et un siècle depuis la publication des premiers documents sumériens. Les tablettes couvrent trois millénaires et demi d'histoire humaine et les collections publiques et privées en comptent plus de 500 000 si on inclut les fragments.
Il manque encore aux spécialistes de la discipline des outils aussi fondamentaux qu'une paléographie fiable traçant le développement du cunéiforme archaïque et un glossaire lexical et grammatical de cette période, sans parler des autres champs du savoir — linguistique, histoire de la communication, de l'administration, de la formation des États — pour lesquels les tablettes demeurent un « trésor caché ».
Le catalogage complet des caractéristiques d'objets quelconques que permet le langage XML devrait permettre de faire avancer ces tâches.